# Օ
O u Oh (mayúscula: Օ, minúscula: օ, en armenio: օ) es la trigésimo octava letra del alfabeto armenio reformado y la trigésimo séptima letra del alfabeto armenio clásico. Esta letra apareció por primera vez en un texto del año 1046 en la palabra փափագանօք (p'ap'aganok'). A diferencia de la mayoría de letras armenias, no posee valor numérico.
Representa el sonido /o/ (vocal semicerrada posterior redondeada) tanto en armenio oriental como occidental.

## Galería

Notrgir
Glkhagir
Forma tipográfica
Forma manuscrita
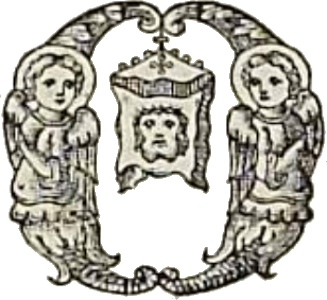
Forma ilustrada
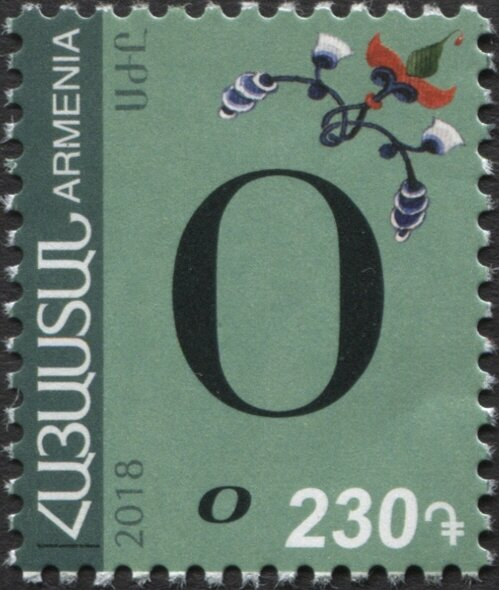
Sello postal de 230 drams con la letra Օ
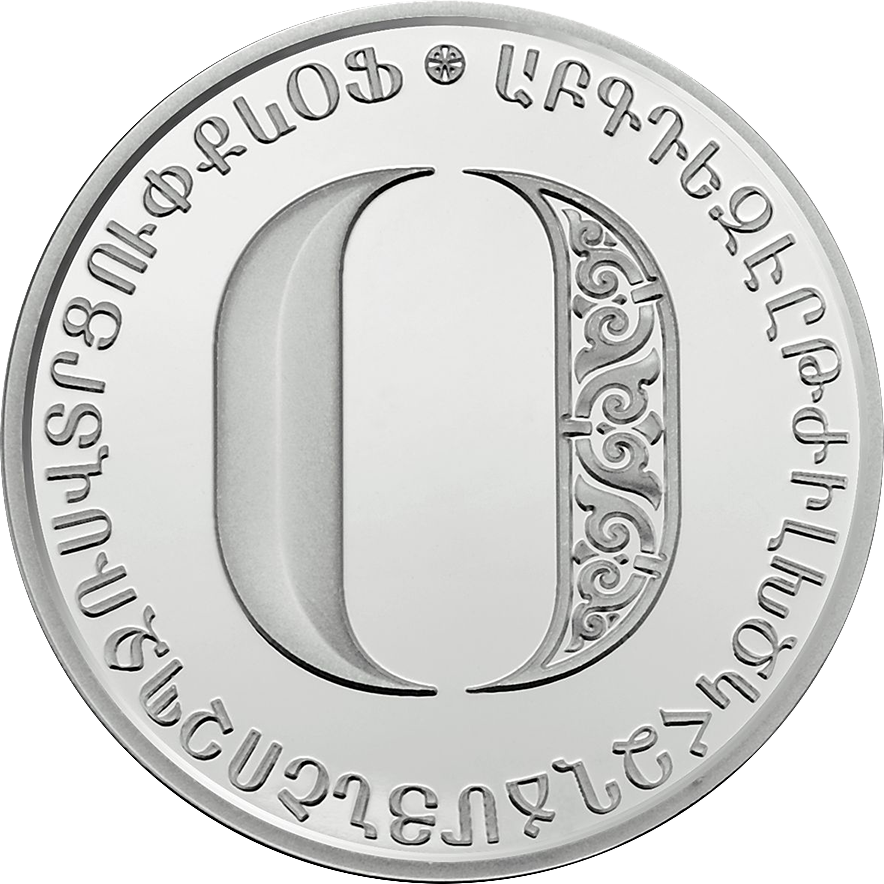
Moneda de 500 drams con la letra Օ
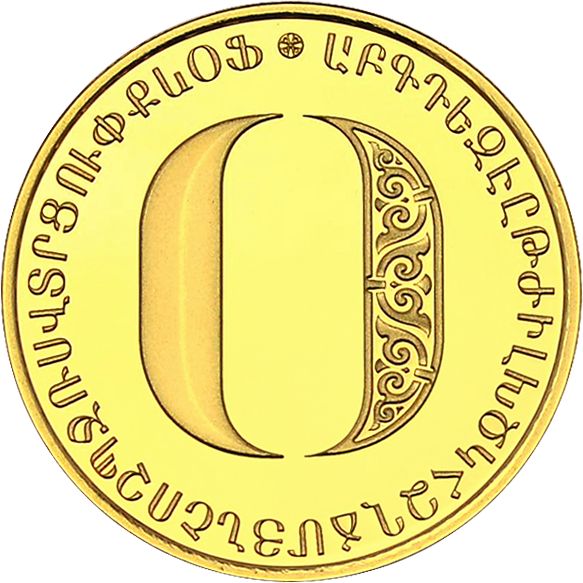
Moneda de 5000 drams con la letra Օ
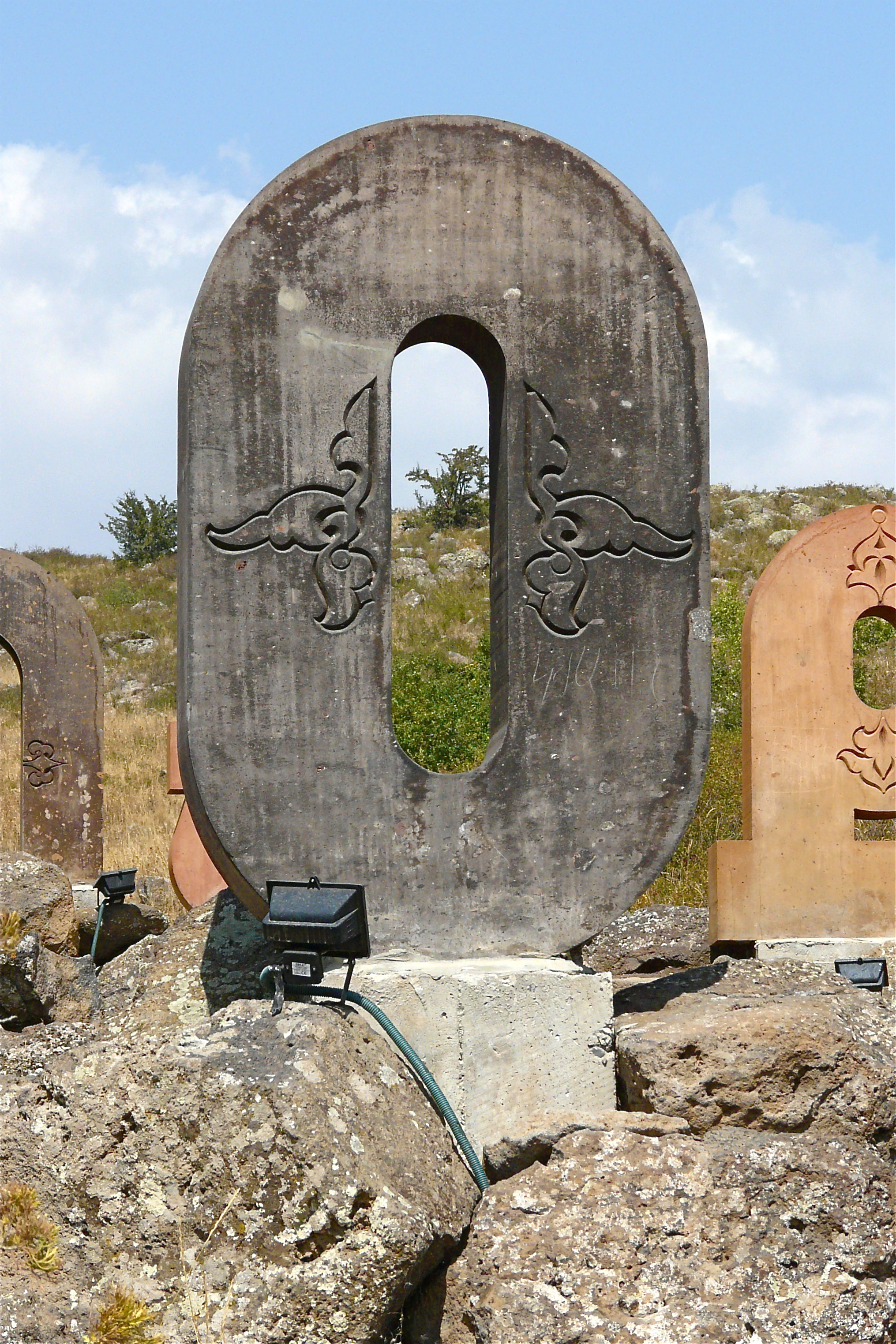

## Códigos informáticos
| Carácter      | Օ                          | Օ                          | օ                        | օ                        |
| ------------- | -------------------------- | -------------------------- | ------------------------ | ------------------------ |
| Unicode       | ARMENIAN CAPITAL LETTER OH | ARMENIAN CAPITAL LETTER OH | ARMENIAN SMALL LETTER OH | ARMENIAN SMALL LETTER OH |
| Codificación  | decimal                    | hex                        | decimal                  | hex                      |
| Unicode       | 1365                       | U+0555                     | 1413                     | U+0585                   |
| UTF-8         | 213 149                    | D5 95                      | 214 133                  | D6 85                    |
| Ref. numérica | &#1365;                    | &#x555;                    | &#1413;                  | &#x585;                  |